# Nesticella mogera
Nesticella mogera är en spindelart som först beskrevs av Takeo Yaginuma 1972.  Nesticella mogera ingår i släktet Nesticella och familjen grottspindlar. Inga underarter finns listade i Catalogue of Life.